# Mare résiduelle
 (janvier 2021).
La mise en forme du texte ne suit pas les recommandations de Wikipédia : il faut le « wikifier ».
Les points d'amélioration suivants sont les cas les plus fréquents :
- Les titres sont pré-formatés par le logiciel. Ils ne sont ni en capitales, ni en gras.
- Le texte ne doit pas être écrit en capitales (les noms de famille non plus), ni en gras, ni en italique, ni en « petit »…
- Le gras n'est utilisé que pour surligner le titre de l'article dans l'introduction, une seule fois.
- L'italique est rarement utilisé : mots en langue étrangère, titres d'œuvres, noms de bateaux, etc.
- Les citations ne sont pas en italique mais en corps de texte normal. Elles sont entourées par des guillemets français : « et ».
- Les listes à puces sont à éviter, des paragraphes rédigés étant largement préférés. Les tableaux sont à réserver à la présentation de données structurées (résultats, etc.).
- Les appels de note de bas de page (petits chiffres en exposant, introduits par l'outil «  Source ») sont à placer entre la fin de phrase et le point final[comme ça].
- Les liens internes (vers d'autres articles de Wikipédia) sont à choisir avec parcimonie. Créez des liens vers des articles approfondissant le sujet. Les termes génériques sans rapport avec le sujet sont à éviter, ainsi que les répétitions de liens vers un même terme.
- Les liens externes sont à placer uniquement dans une section « Liens externes », à la fin de l'article. Ces liens sont à choisir avec parcimonie suivant les règles définies. Si un lien sert de source à l'article, son insertion dans le texte est à faire par les notes de bas de page.
- La présentation des références doit suivre les conventions bibliographiques. Il est recommandé d'utiliser les modèles {{Ouvrage}}, {{Chapitre}}, {{Article}}, {{Lien web}} et/ou {{Bibliographie}}. Le mode d'édition visuel peut mettre en forme automatiquement les références.
- Insérer une infobox (cadre d'informations à droite) n'est pas obligatoire pour parachever la mise en page.

Pour une aide détaillée, merci de consulter Aide:Wikification.
Si vous pensez que ces points ont été résolus, vous pouvez retirer ce bandeau et améliorer la mise en forme d'un autre article.
 (janvier 2021).
Si vous disposez d'ouvrages ou d'articles de référence ou si vous connaissez des sites web de qualité traitant du thème abordé ici, merci de compléter l'article en donnant les références utiles à sa vérifiabilité et en les liant à la section « Notes et références ».

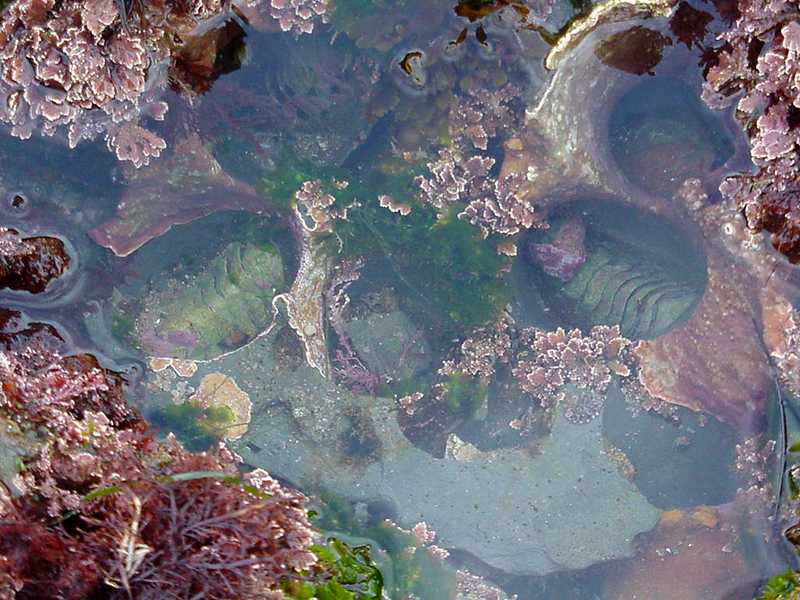
Des chitons, des algues vertes et des algues rouges corallines (Phymatolithon lenormandii, Lithophyllum incrustans, Corallina officinalis) sont visibles sur cette mare résiduelle à San Diego, en Californie.

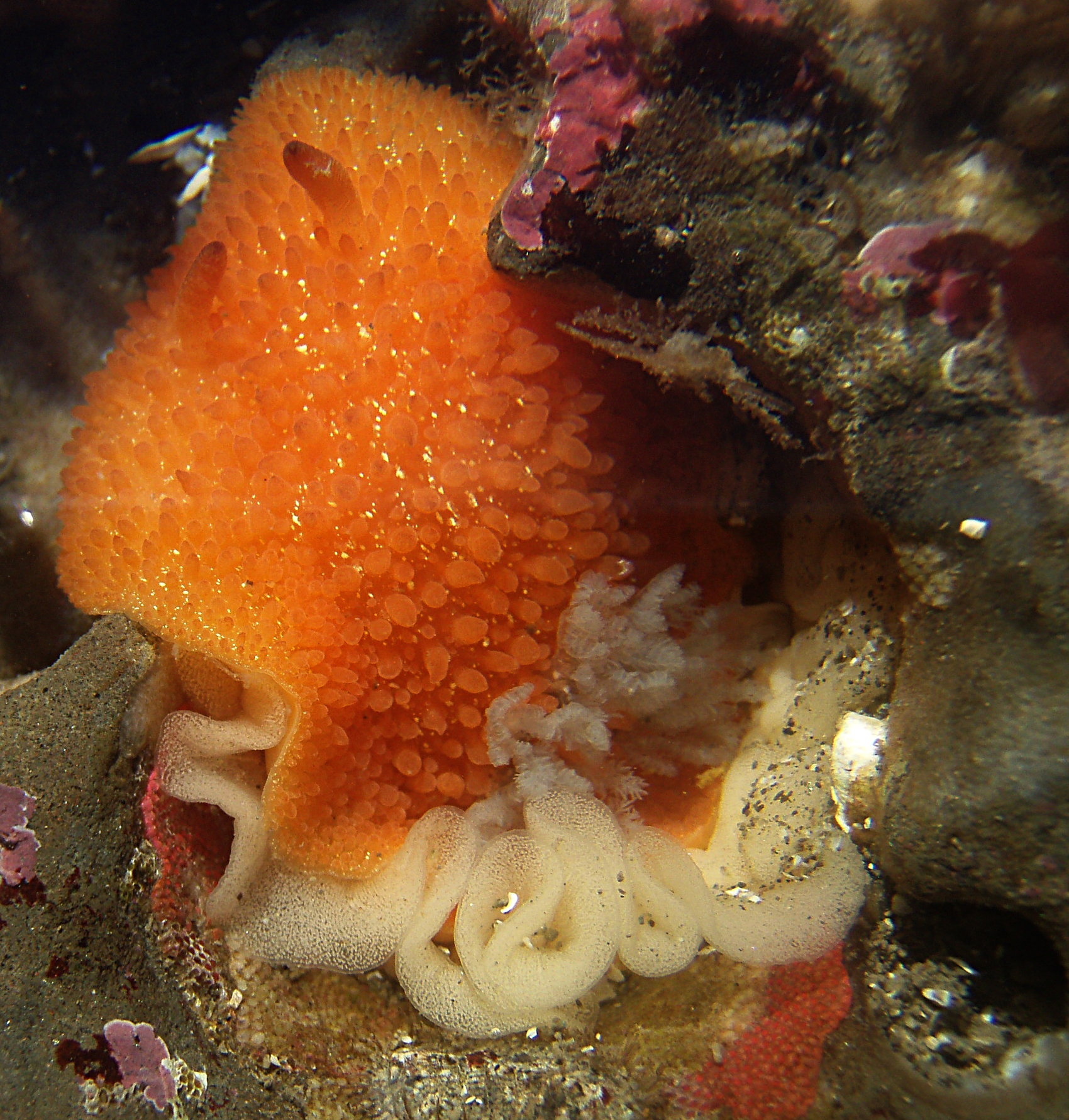
Cette mare résiduelle en Californie renferme un nudibranche (Acanthodoris lutea) pondant ses œufs.

Une mare résiduelle, appelée aussi mare intertidale, flaque de marée ou flaque intertidale, est une petite étendue d'eau stagnante formée dans des cavités rocheuses ou vaseuses après le passage d'une marée (d'où le nom, en espagnol, de pozas de marea, littéralement « point d'eau de marée »). Ces cuvettes permanentes se retrouvent largement dans les littoraux des zones côtières des mers tempérées (notamment en Atlantique et Pacifique Nord) mais lse rencontrent aussi, bien que moins couramment, sur les côtes des mers chaudes et des grandes étendues d'eau douce.

## Description générale
Lors du passage de la marée, les eaux montent considérablement, et de nombreuses cavités rocheuses et vaseuses des bords des falaises et des plages se retrouvent sous l'eau. Mais, lorsque la marée baisse, les eaux, ainsi que des animaux, des végétaux et des micro-organismes aquatiques restent piégés dans ces cavités, jusqu'à la prochaine marée.
Il existe en somme deux types de « mares résiduelles » : celles formées au creux des rochers, et celles formées au creux des dunes, pentes et cavités de vase durcie, plus petites et nombreuses. C'est dans ces dernières que la plupart des animaux se nourrissant à marée basse (oiseaux, ours, et humains) viennent y récolter des mollusques et crustacés pris au piège. Mais la plupart du temps, ils sont moins riches en matière d'écosystèmes que les mares résiduelles des zones rocheuses. Ces derniers, en raison de leur localisation (zones abruptes, enclines au glissement à cause de l'humidité et des algues environnantes) sont bien mieux protégés des prédateurs que les mares résiduelles des vases.

## Biologie marine
Ce phénomène est très important dans les écosystèmes aquatiques littoraux, et notamment marins. En effet, de nombreuses espèces animales et végétales doivent s'adapter à vivre dans ces flaques peu profondes, voire à l'air libre, pendant un temps donné, notamment les animaux fixés. C'est le cas de l'anémone de mer Actinia equina, des balanes, des pousse-pieds et des patelles, par exemple, qui peuvent supporter de rester plusieurs heures en dehors de l'eau, en conservant l'humidité dans leur corps.
De plus, les mares résiduelles sont exposées à une augmentation continue de la salinité ; en effet, l'évaporation de l'eau par la chaleur ambiante provoque une augmentation de la teneur en sel de mer diluée dans l'eau de la flaque. Les espèces piégées doivent alors, non seulement survivre à l'exposition mais aussi à la salinité accrue.
On retrouve de nombreuses espèces animales et végétales dans les mares résiduelles à marée basse : Algues diverses, alismatales aquatiques, invertébrés divers (moules, huîtres, patelles, bigorneaux, chitons, nudibranches, balanes, pousse-pieds, crabes, homards, crevettes, langoustes, bernard l'ermites, actinies, méduses, cténaires, éponges, bryozoaires, vers tubicoles, étoiles de mer, oursins, holothuries, plusieurs phylums de vers vivant dans l'eau ou le sable, organismes planctoniques, etc.) ainsi que des chordés (Tuniciers, poissons osseux comme les blennies, les gobies, petits poissons cartilagineux comme des roussettes...).
De nombreux animaux prédateurs, comme beaucoup d'oiseaux marins et de mammifères comme les ours, viennent se nourrir des animaux piégés à marée basse, comme les crabes ou les coquillages par exemple, qui sont beaucoup plus accessibles qu'à marée haute.

## Communauté structurelle et biodiversité

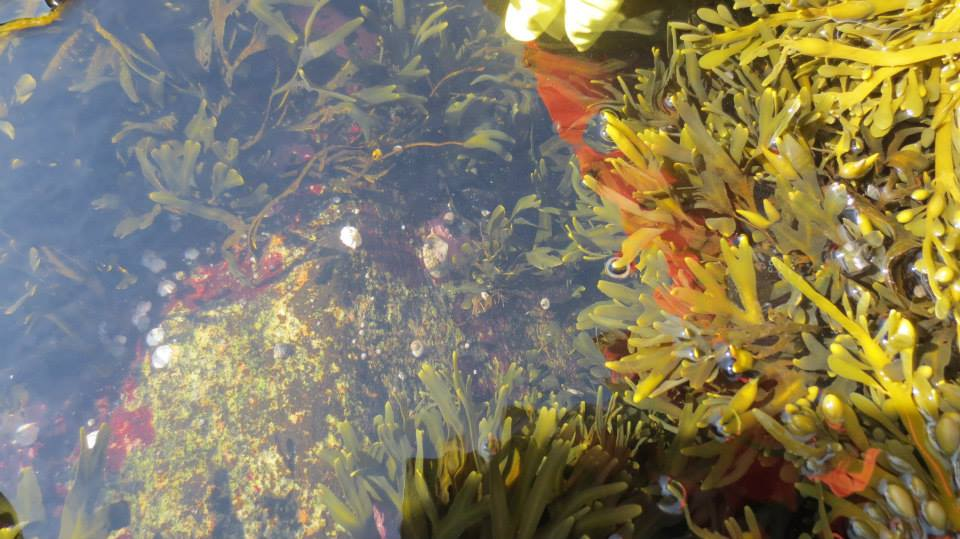
Un aperçu de la communauté végétale et animale d’une mare résiduelle

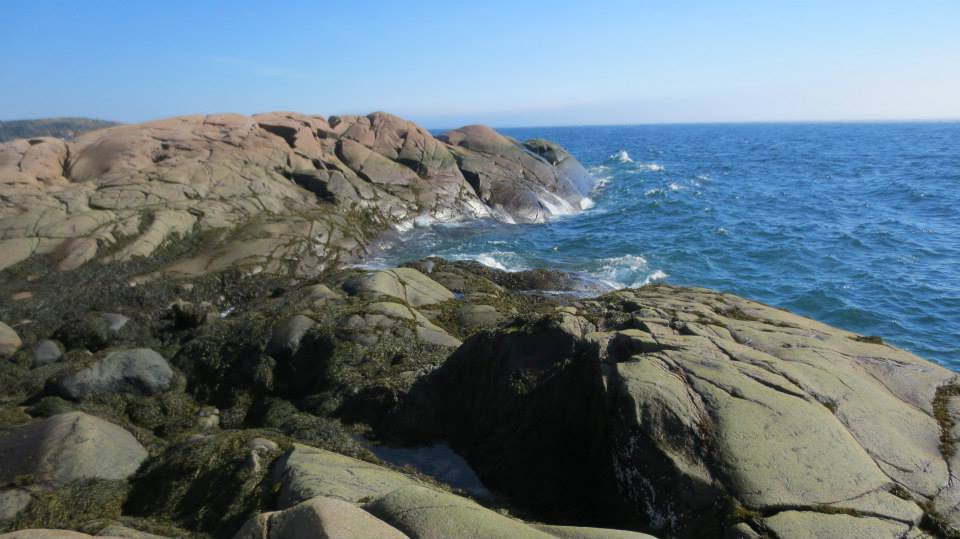
Un exemple de mares résiduelles émergées lors de la marée basse dans les environs de Grandes-Bergeronnes, Québec, Canada

Sur une même côte, la plupart des mares résiduelles contiennent toutes la majorité des mêmes espèces, mais en abondance différente. En fait, certains taxons sont nettement plus abondants que d’autres : ceux-ci incluent les algues [par exemple les genres Ceramium, Spongomorpha, Corallina, Rhizoclonium, Prionitis et Fucus] et les gastéropodes [par exemple le genre Cellana et l’espèce Littorina littorea]. Pour les autres espèces moins abondantes qu’il est possible de retrouver dans chacune des mares résiduelles de la même côte, elles sont soit absentes ou se retrouvent dans des mares moins densément peuplées [par exemple certains fucoïdes tels que Fucus vesiculosus et Ascophyllum nodosum, ainsi que des balanes]. La plupart des mares résiduelles ont une certaine profondeur, ce qui fournit une dimension supplémentaire dans l’habitat que leurs occupants peuvent utiliser : la colonne d'eau. Celle-ci permet donc aux mares résiduelles d’abriter du phytoplancton, du zooplancton et certaines espèces de poissons de différentes tailles qui nécessitent de se déplacer pour se nourrir, ce qui ne serait pas possible dans une petite mare peu profonde. Pour les organismes aquatiques, les mares résiduelles sont des habitats qui diffèrent clairement des environnements aux alentours (l’étendue d’eau d’où ils proviennent à l’origine). Outre leur répartition en mosaïque, les mares résiduelles sont caractérisées par une instabilité dans le temps (disparition et réapparition de la marée selon un cycle continu), auxquelles les organismes doivent faire face pour survivre et se reproduire. Les espèces animales de différents taxons ont diverses stratégies pour surmonter le problème de la survie en période de sécheresse lors de la marée basse. Il existe principalement deux possibilités: passer tout le cycle de vie dans les mares résiduelles, ou se disperser ailleurs (y rester temporairement et attendre la marée haute pour se disperser).

## Caractéristiques physiques des mares affectant la biodiversité
Les mares résiduelles varient en volume, forme, surface de contact avec l’air, profondeur et position horizontale et verticale selon la côte. Ces différentes caractéristiques influencent grandement la biodiversité des organismes qui y vivent de façon permanente ou temporaire. Cela dit, des mares résiduelles présentant des caractéristiques physiques identiques ne vont pas nécessairement abriter la même biodiversité : chaque mare est unique.
Position des mares résiduelles selon la côte (gradient horizontal)
Les mares résiduelles sont exposées à la force des vagues qui varie selon la position de la mare le long de la côte. Les vagues peuvent causer du stress mécanique aux organismes sessiles en les endommageant physiquement ou les arrachant de leur substrat. Les vagues causent aussi le rejet d’algues sur les substrats émergés, ce qui cause leur dessèchement et affecte grandement leur survie ou leur recrutement. Toutefois, les éclaboussures dues aux vagues peuvent donner un certain apport en eau dans les mares résiduelles, rendant les conditions physico-chimiques plus stables durant la marée basse. Le vent peut aussi influencer la force des vagues, ce qui varie aussi selon le gradient horizontal. De plus, les glaces influencent la biodiversité des cuvettes, et la position selon la ligne de la côte est donc un élément important, puisque tout comme l’exposition aux vagues, l’exposition aux glaces varie selon ce gradient.
Position des mares résiduelles en hauteur selon la côte (gradient vertical)
Certaines mares sont plus près de leur étendue d’eau que d’autres. Elles sont donc émergées moins longtemps lors de la marée basse que celles qui se situent plus hautes verticalement (plus éloignée de l’étendue d’eau). Par conséquent, elles sont moins sujettes à des variations dans les caractéristiques physico-chimiques, puisque leur temps d’exposition à l’air est moindre. La hauteur des mares résiduelles est donc un élément majeur concernant leur biodiversité, au point où il est possible d’observer un patron ou plusieurs zones selon un gradient vertical bien défini. En effet, les organismes vivant dans les mares résiduelles qui sont moins longtemps en contact avec leur cours d’eau d’origine subissent des variations plus importantes en température, salinité, oxygène, pH, concentration d’ions, et subissent plus de dessiccation et de radiation,. Ainsi, les mares résiduelles en hauteur sont généralement des habitats plus stressants et inhospitaliers que les mares plus basses : elles sont plus rarement en contact avec l’étendue d’eau d’origine et peuvent devenir stagnantes, entraînant des conditions difficiles en raison du manque de nutriments et de nourriture, en plus des changements délétères des paramètres physico-chimiques. La faible tolérance d’un grand nombre d’espèces aux conditions rigoureuses explique probablement la diminution observée de la diversité des espèces avec l’augmentation de la hauteur intertidale. La hauteur des mares joue aussi un rôle important sur le recrutement (plus une mare est loin du cours d’eau, plus il est difficile d’y immigrer), sur le taux de prédation et sur la disponibilité de nourriture. De plus, d’autres facteurs comme le volume des mares ont des effets différents sur la biodiversité selon la hauteur. En effet, dans les mares éloignées de la côte, les dimensions physiques des mares ont plus d’importance sur la biodiversité et productivité des communautés matures, alors qu’il n’y a peu d’influence sur les communautés jeunes, peu importe la hauteur.
Surface, profondeur et volumes des mares résiduelles
La surface des mares résiduelles influence généralement moins la biodiversité que la profondeur ou le volume. En effet, le diamètre de la mare n’est pas important pour déterminer l’abondance des taxa les plus communs trouvés, à l’exception des algues. Par contre, la richesse spécifique augmente avec la taille de la mare. À volume égal, les mares résiduelles présentant un rapport surface / profondeur plus important (grandes mais peu profondes) ont tendance à subir des fluctuations plus importantes des paramètres physico-chimiques. En effet, les mares plus profondes permettent une certaine stratification des facteurs physico-chimiques, en particulier la température, ce qui permet l’apparition de plusieurs niches écologiques au sein de la même mare, supportant ainsi une plus grande biodiversité. Des mares plus profondes sont aussi plus stables et permettent ainsi une meilleure productivité primaire dans les habitats stressants. En influençant le fonctionnement de ces habitats, les conditions environnementales en sont améliorées. Ainsi, les effets de la profondeur sont fortement impliqués en tant que source principale de variabilité dans la structure des mares résiduelles.

## Facteurs physico-chimiques affectant la biodiversité
De nombreux facteurs physico-chimiques dans les mares résiduelles varient selon le temps d’émergence. Ainsi, des mares moins longtemps submergées lors de la marée basse, de par leur plus grand éloignement du cours d’eau d’origine, sont sujettes à de plus grandes variations dans leur température, salinité, oxygène, acidité, ions et autres composés importants,.
Température
Dans les zones où la température de l’air est plus grande que la température de l’eau, les mares résiduelles se réchauffent continuellement depuis le début de leur émersion à marée basse jusqu’à la prochaine marée haute. Ainsi, l’eau des mares émergées plus longtemps (celles éloignées) a des températures plus élevées comparées à l’eau des mares émergées moins longtemps et celle du cours d’eau principal. Ce réchauffement se produit aussi la nuit, mais à moins grande intensité puisqu’il n’y a pas de soleil, les radiations solaires étant un élément chauffant. Lors de la marée haute, un changement drastique et rapide de la température se produit au moment où l’eau du cours principal contacte l’eau de la mare, qui est beaucoup plus chaude. La température des mares résiduelles varie non seulement dans la même journée, mais aussi selon la saison, sa position selon le gradient vertical ou horizontal, et ses dimensions. Une mare profonde permet une stratification thermique dans la colonne d’eau et crée ainsi plus de niches écologiques. Dans le cas où la température de l’eau est plus chaude que celle de l’air, le contraire se produit : les mares résiduelles émergées se refroidissent. Une température basse (principalement sous le point de congélation) peut être mortelle ou très stressante pour de nombreux invertébrés marins et peut réduire la photosynthèse des algues. À l’inverse, une température élevée (plus grande que 25 °C) peut réduire la photosynthèse, la croissance et la survie des algues, en plus d’imposer du stress aux invertébrés, ce qui entraîne parfois la mort. La variation temporelle de la température est également stressante pour ces organismes marins, car ceux-ci utilisent des stratégies différentes selon qu’ils sont soumis au froid ou à la chaleur. Ainsi, seules des espèces eurythermes (tolérantes à de grandes variations de températures) peuvent habiter ces mares.
En lien avec la température, une forte insolation peut conduite des algues à produire par la photosynthèse des bulles d'oxygène pur qui remontent à la surface.
Salinité
Tout comme la température, les mares résiduelles qui sont plus longtemps émergées de par leur plus grande hauteur sur la rive subissent une plus grande variation dans sa salinité. En effet, l'évaporation de l’eau en été fait augmenter la salinité dans les mares. La stratification de la salinité peut également se produire en raison du ruissellement dans les mares ou des précipitations. Une stratification de la salinité est aussi observée à cause du gel en hiver. Seuls des organismes tolérants à des variations de salinité peuvent donc habiter ce type de mare.
Oxygène
La concentration de l’oxygène dans les mares résiduelles varie surtout selon différents processus biologiques, comme la respiration cellulaire (qui en consomme) et la photosynthèse (qui en produit), mais aussi la hauteur, le moment de la journée et la saison. Durant la nuit, la photosynthèse n’étant pas possible, seule la respiration cellulaire est présente. Par conséquent, la concentration d’oxygène diminue dans la mare par rapport au cours d’eau d’origine. Au contraire, durant le jour, la concentration en oxygène augmente. À l’instar des autres paramètres physico-chimiques, la variation en oxygène est plus intense dans les mares plus basses que hautes, malgré le fait qu’elles soient émergées moins longtemps. Cela est dû au fait que les mares plus basses abritent une plus grande biodiversité de plantes et d’animaux, et par conséquent les processus biologiques y sont plus importants. De plus, la biomasse animale est plus importante que la biomasse végétale dans les mares qui sont très hautes et très basses sur la côte. Par conséquent, les plus hautes concentrations en oxygène se retrouvent dans les mares plutôt situées au milieu de la zone intertidale. Ces différences dans la concentration et l’ampleur de la variation dans la concentration d’oxygène affectent grandement la biodiversité qui se retrouve dans les mares résiduelles. Une stratification dans la concentration d’oxygène est aussi possible lorsque la mare résiduelle est assez profonde.
Acidité
Tout comme l’oxygène, le pH des mares résiduelles varie selon les processus biologiques présents, ce qui varie selon les espèces qui s’y retrouvent. La respiration cellulaire des organismes produit du dioxyde de carbone, ce qui augmente l’acidité de l’eau des mares. Par conséquent, une variation plus importante dans le pH sera observée dans une mare qui contient plus d’espèces animales et qui est plus longtemps émergée durant la marée basse. La biodiversité sera donc influencée par ce facteur.
Autres
D’autres ions et composés organiques peuvent varier selon les espèces présentes dans la mare résiduelle, de par leurs procédés biologiques (par exemple respiration cellulaire, photosynthèse, déjections animales). Une mare plus longtemps isolée de son cours d’eau source subira de plus grandes variations dans ces éléments.

## Facteurs biotiques affectant la communauté structurelle
Outre les facteurs physico-chimiques des mares résiduelles, il existe aussi des facteurs d’origine biotique qui influencent la diversité des espèces, et donc la communauté structurelle dans les mares. L’étude de Metaxas & Scheibling (1993) en énumère quelques uns :
Herbivorie
Les brouteurs (principalement les littorinidées et les patelles) limitent la répartition et l'abondance des algues marines dans les mares résiduelles. L’herbivorie est un facteur très important, considérant que les mares résiduelles sont émergées pour une certaine période de temps, ce qui rend vulnérables les plantes et algues marines qui y restent prises au piège. Les herbivores ont ainsi meilleur accès à leur nourriture, comparativement aux plantes et algues marines qui sont restées dans l’étendue d’eau. La plupart des animaux contenus dans les mares sont des herbivores, et ils ont une relation négative avec les algues qu’ils mangent, mais aussi positive de par leur déjection contenant de l’azote, un nutriment essentiel et rare.
Prédation
Sur les substrats émergents des rivages rocheux, des prédateurs tels que l'étoile de mer et le buccin limitent l'abondance de proies telles les balanes et moules, en plus de réguler la diversité globale des espèces. Pour ce qui est des mares résiduelles, il y a des prédateurs comme les bulots, crabes, poissons, anémones de mer, des corixidés, des oiseaux marins et même des mammifères. Tout comme l’herbivorie, la prédation a un impact majeur sur la communauté, considérant que les organismes proies sont pris au piège dans la mare résiduelle et sont plus faciles d’accès que leurs homologues restés immergés dans l’étendue d’eau principale.
Compétition
La compétition pour l'espace sur les substrats émergents des mares résiduelles est un facteur déterminant dans la distribution et l'abondance des organismes qui dominent l'espace, telles que les balanes, les moules et les macro-algues. Cette compétition peut entraîner des hiérarchies qui varient selon la hauteur des mares résiduelles par rapport à leur zone intertidale et selon le niveau d’adaptabilité des différents compétiteurs interspécifiques. La compétition pour l’espace est d’une grande importance, considérant que c’est une ressource très limitée dans le cas des mares résiduelles, surtout pour les espèces fixées au substrat qui y passent leur cycle de vie au complet. La compétition pour d’autres ressources, comme les nutriments disponibles dans les mares résiduelles lors de la marée basse, est un autre élément clé qui affecte les communautés animales et végétales. De plus, certaines espèces comme les algues peuvent créer de l’ombrage dans la mare et ainsi perturber les processus photosynthétiques d’autres organismes présents.
Recrutement
Le recrutement biologique, ou l’acquisition de nouveaux individus dans l’habitat, est un facteur important dans la structure des communautés des mares résiduelles. À chaque retrait et retour de la marée, des individus peuvent émigrer ou immigrer dans la mare résiduelle, ce qui entraîne une variation dans la communauté. Le recrutement peut déterminer notamment la densité d'invertébrés adultes sessiles et d'algues. Plus une mare résiduelle est éloignée de son cours d’eau, moins il y a de recrutement.

### Espèces-ingénieurs
Une espèce-ingénieur modifie fortement son environnement de par sa présence ou son activité. Dans le cas des mares résiduelles, les espèces-ingénieurs sont les fucoïdes, ou les grandes algues brunes, de la famille des fucacées. Ces algues marines produisent une sorte de canopée, comme dans les forêts, et cela affecterait grandement la survie, la croissance et la reproduction de plusieurs autres animaux habitant les mares résiduelles, par exemple les bernacles (Semibalanus balanoides), moules (Mytilus edulis), escargots (Littorina littorea) et crabes (Carduus maenas). En effet, la canopée bloque les rayons du soleil, gardant les températures de l’eau fraîches et réduisant ainsi le stress thermique sur les organismes. Par contre, la canopée pourrait bloquer les rayons de soleil nécessaires à la photosynthèse des plantes aquatiques, algues et phytoplanctons présents dans les mares. Les effets, positifs ou négatifs, des espèces-ingénieurs sur la communauté varient selon un gradient de stress de ces écosystèmes. Typiquement, ces espèces ont des effets bénéfiques dans les environnements stressants, généralement ceux dans la haute zone intertidale, et ont très peu ou pas du tout d’effets dans les environnements non-stressants de la basse zone intertidale. Toutefois, les environnements très peu hospitaliers ne soutiennent pas une diversité ni une richesse spécifique élevées comparés aux environnements de stress intermédiaire, ce qui démontre que même avec l’aide des espèces-ingénieurs, ces habitats sont difficiles à coloniser. Par contre, la régularité des espèces n’est pas affectée par la présence ou non d’espèces-ingénieurs.

## Galerie

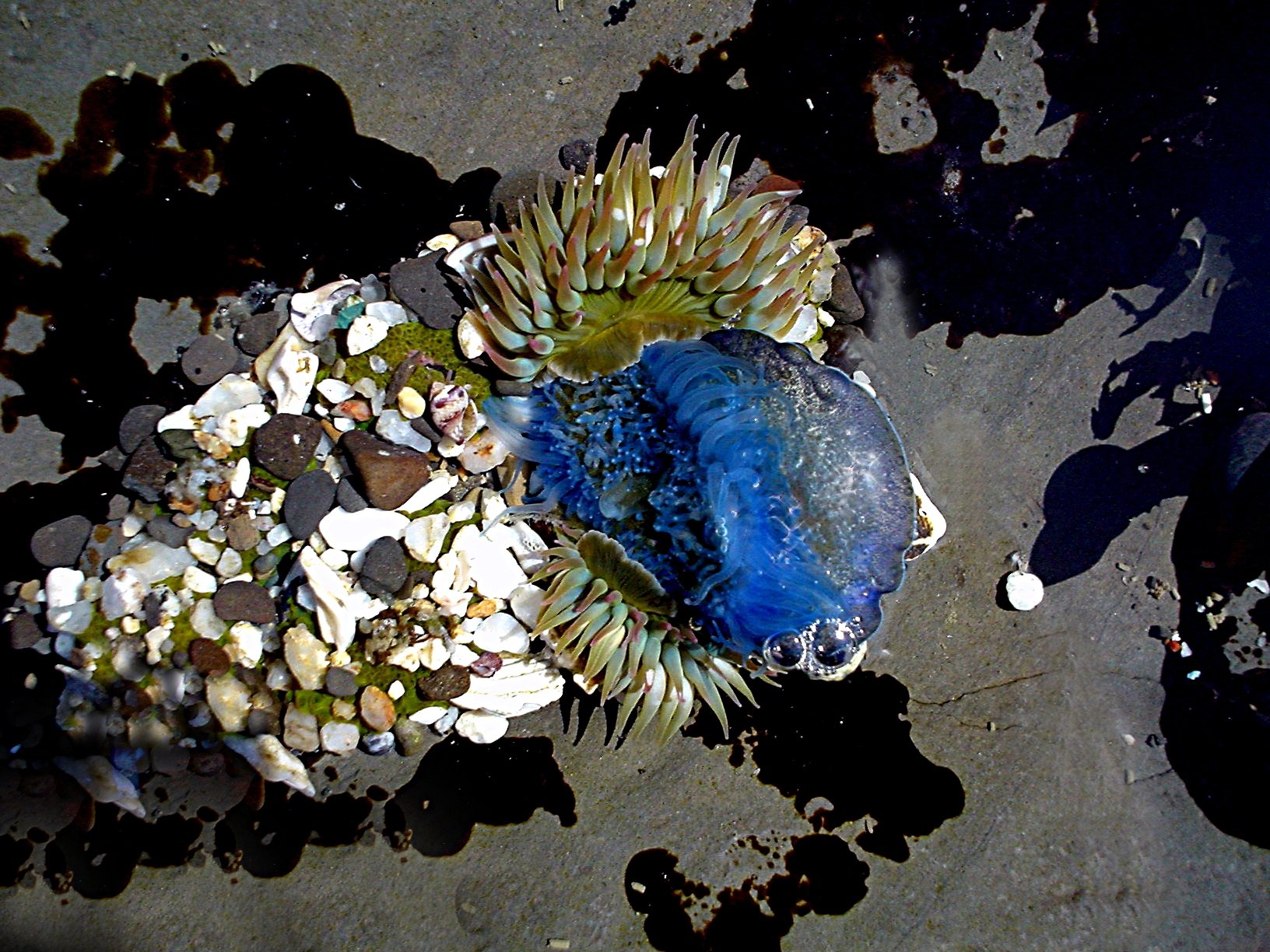
Anthopleura sola se nourrissant d'une Velella velella
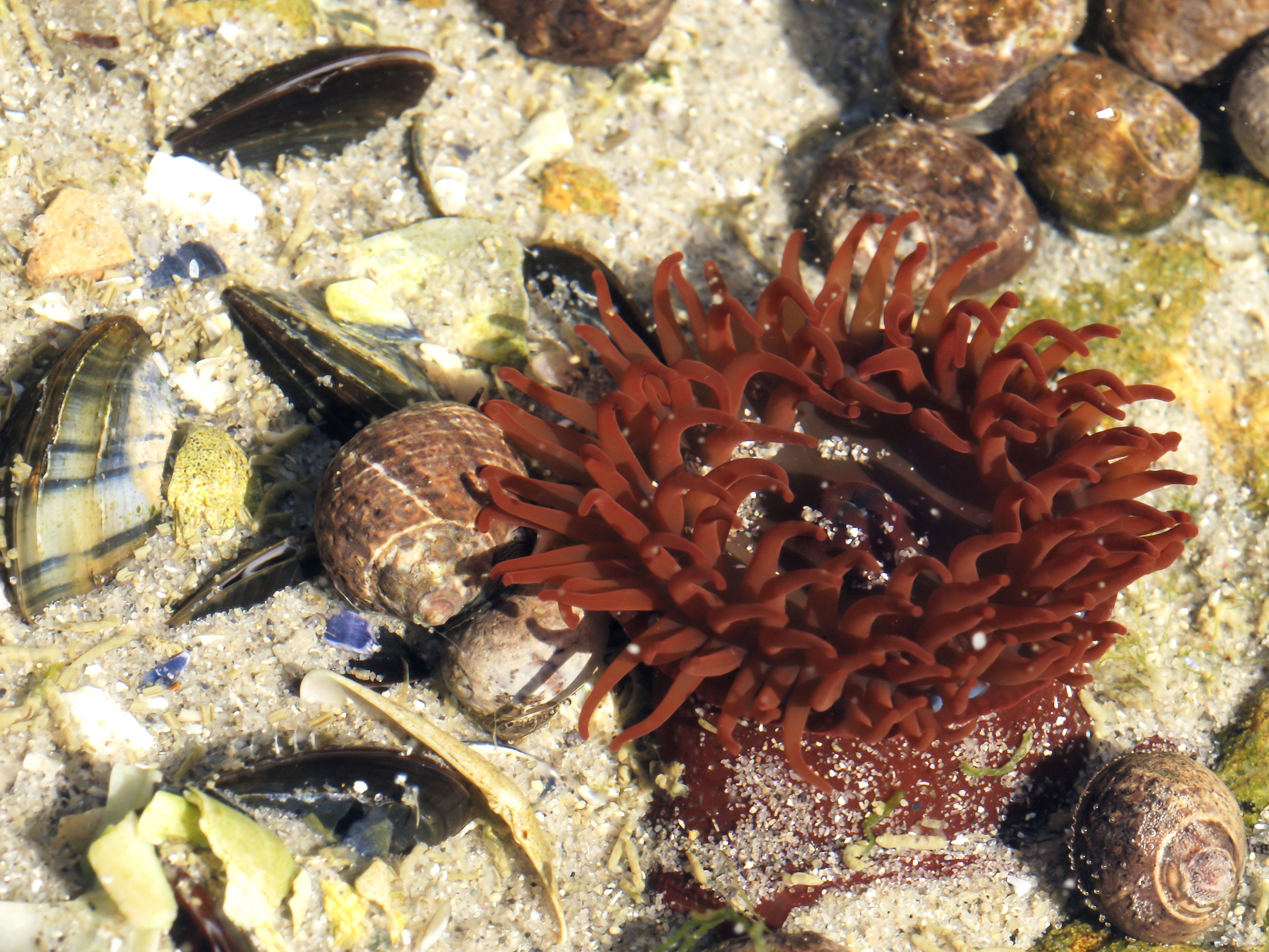
Actinia equina à Boulogne-sur-Mer
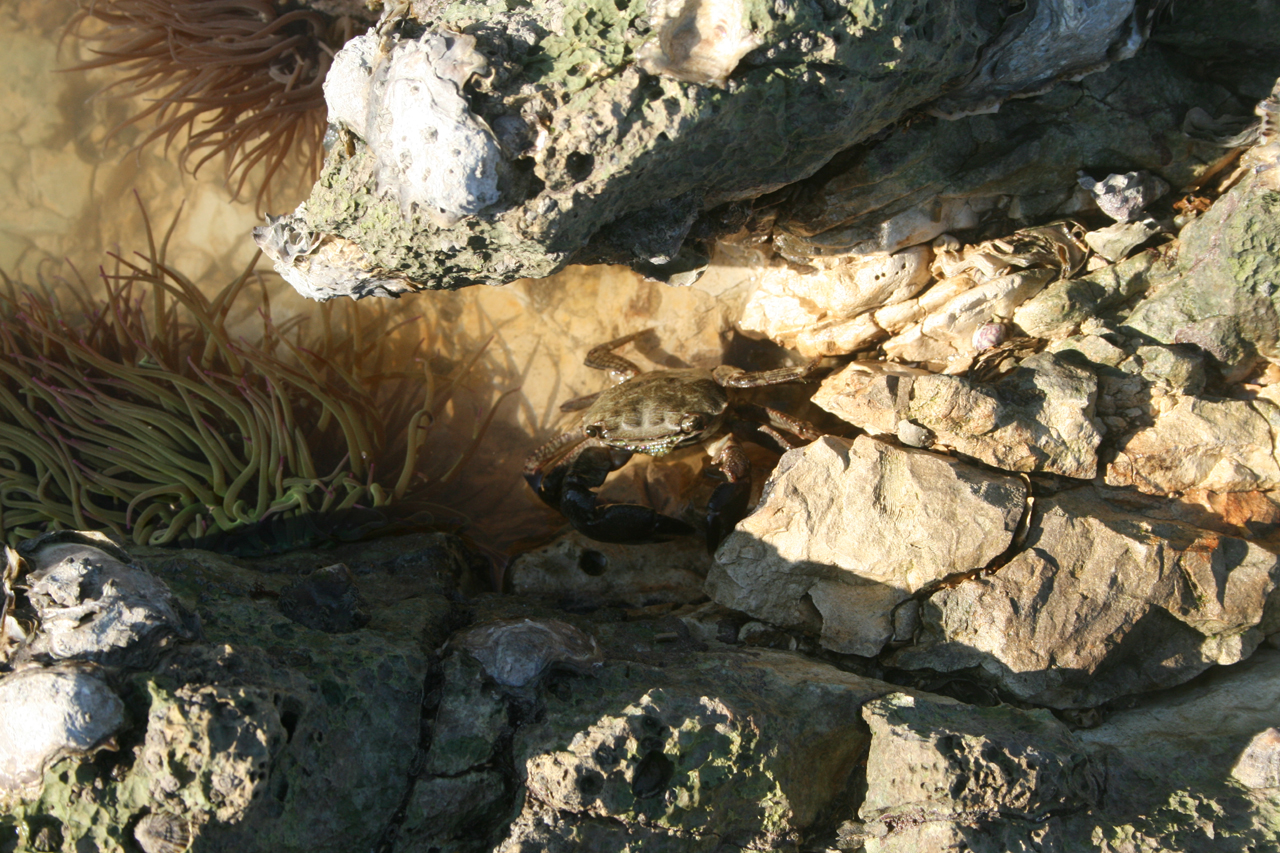
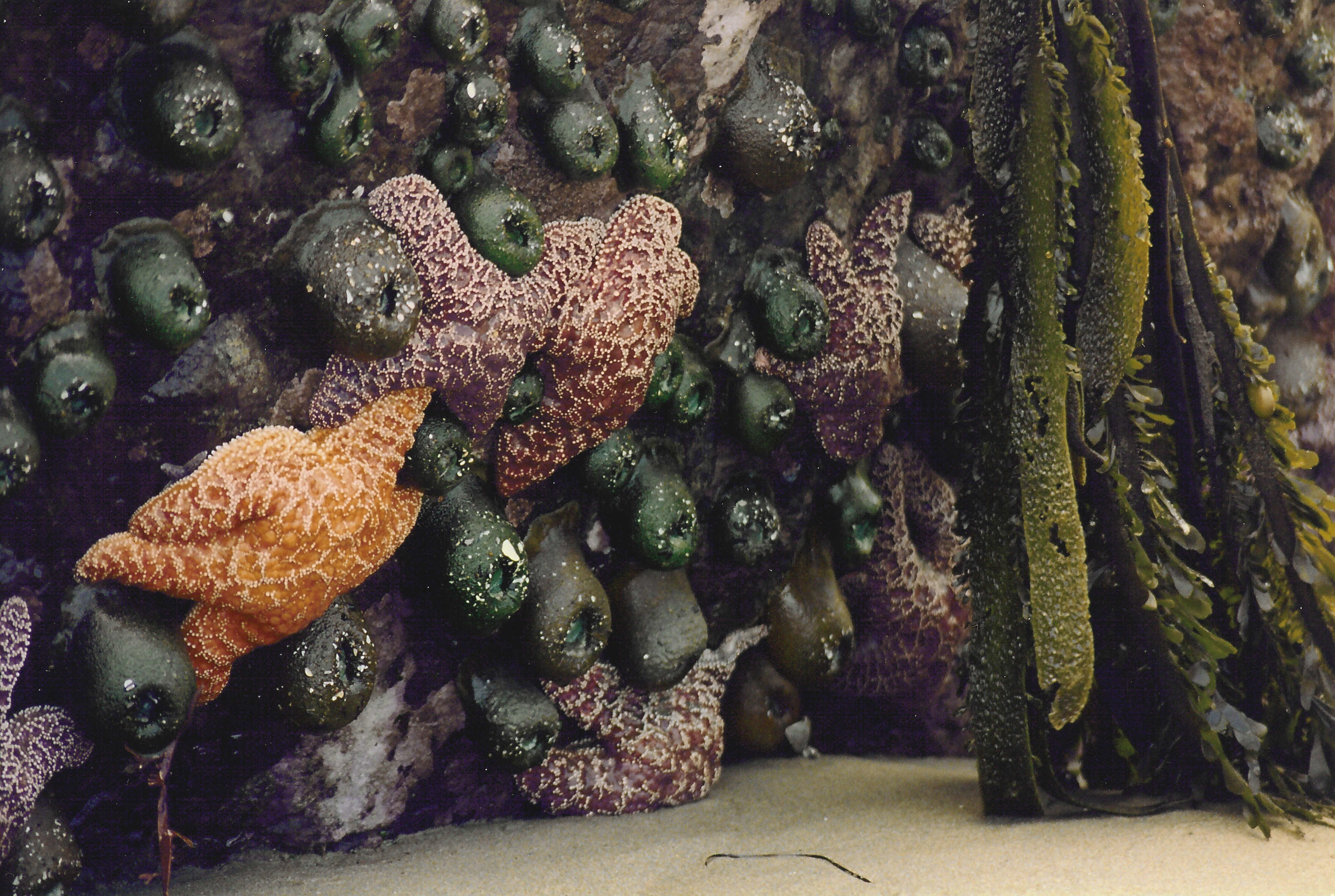
En Oregon
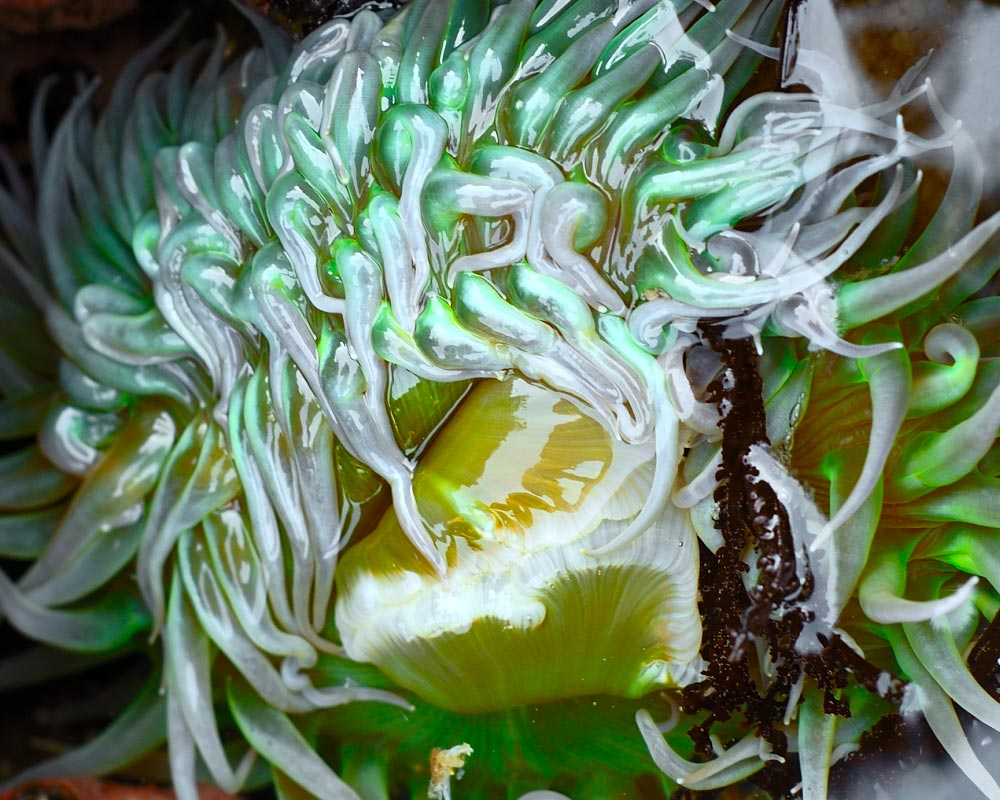
Une actinie (Anthopleura xanthogrammica) dans une mare résiduelle en Californie.
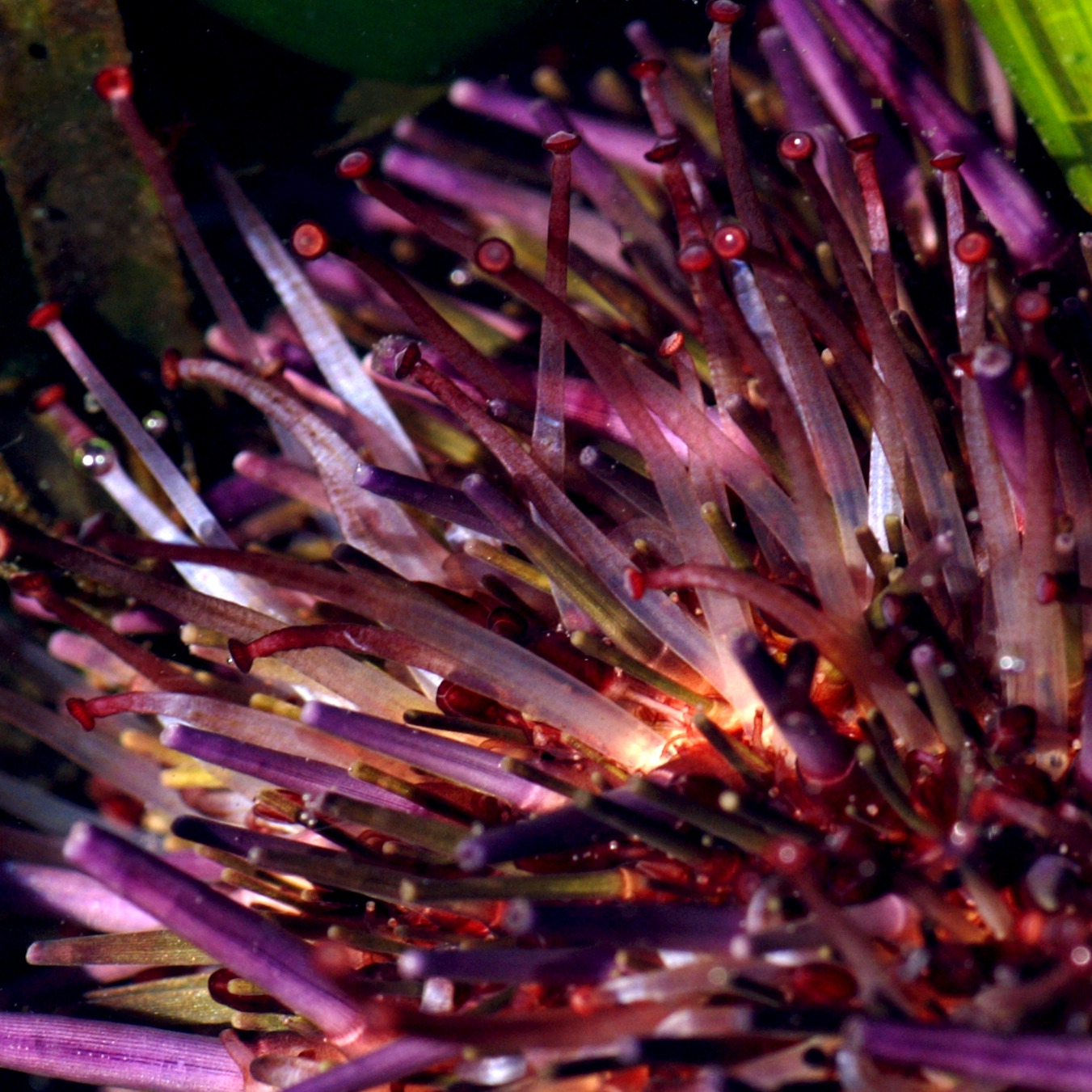
Oursin (Strongylocentrotus purpuratus) près de Seattle.
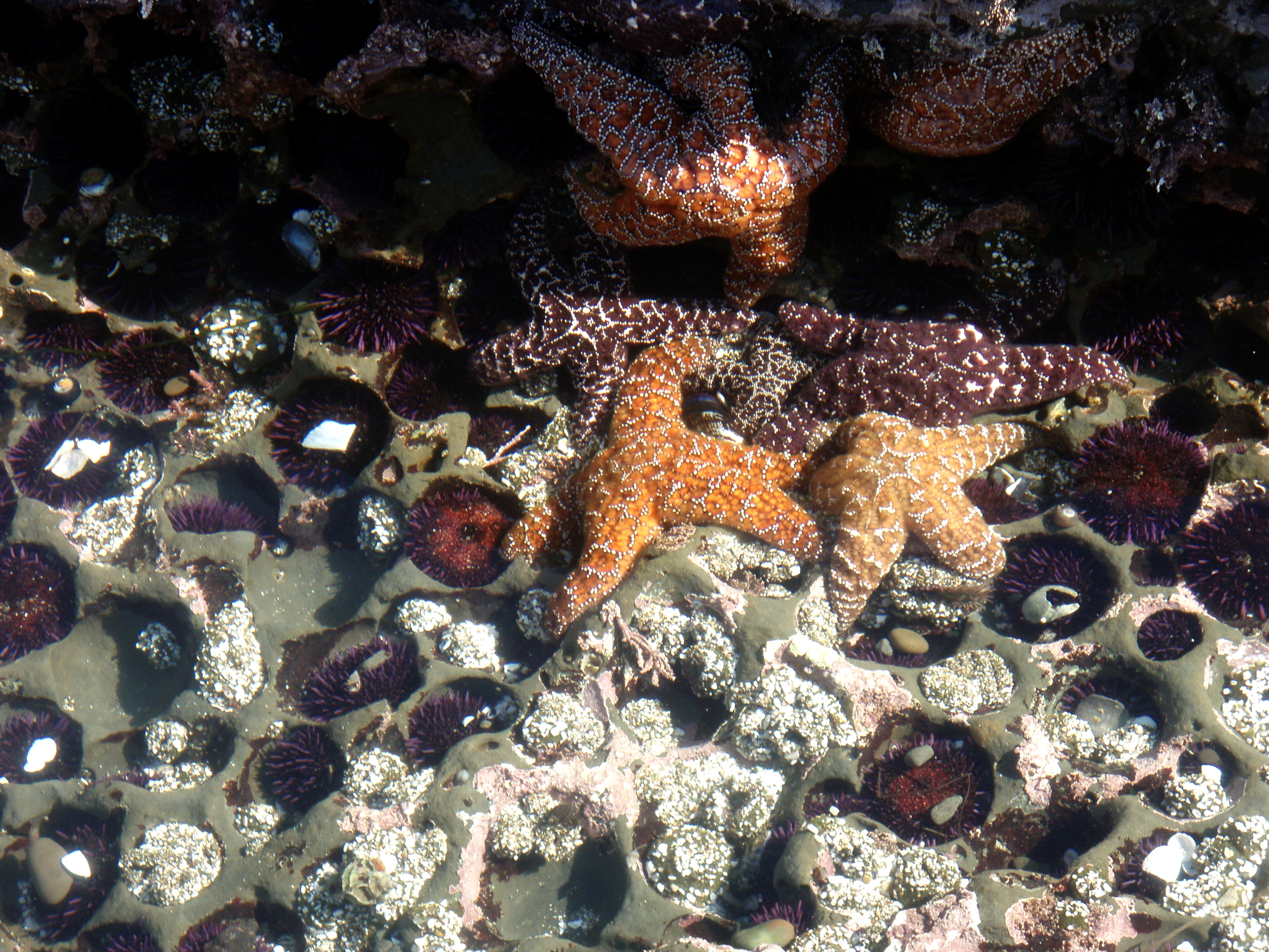
À Half Moon Bay, Californie.
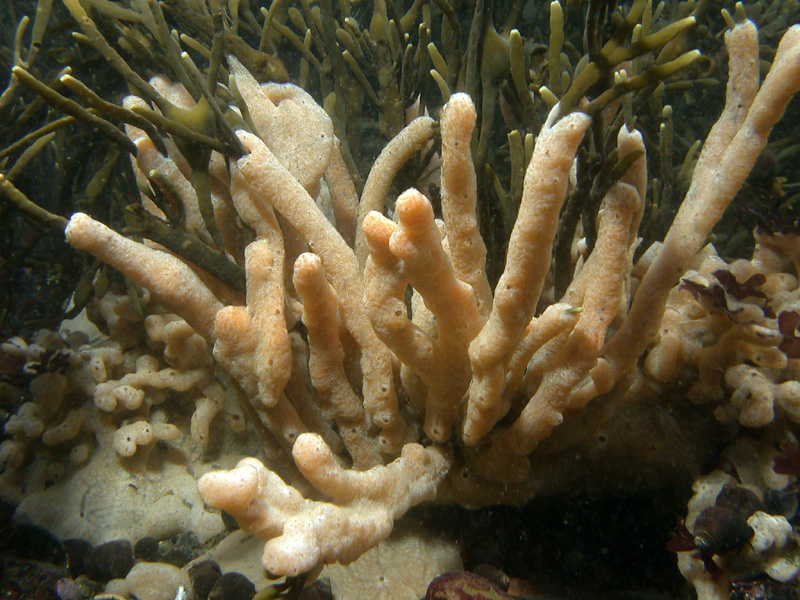
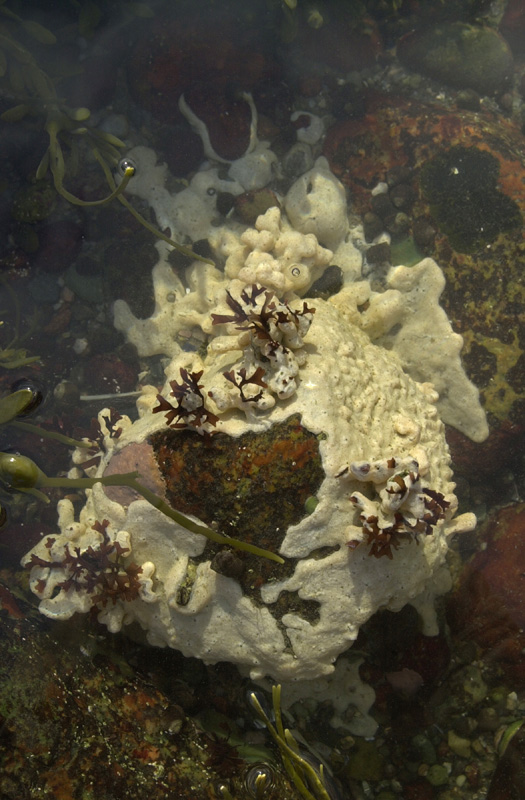
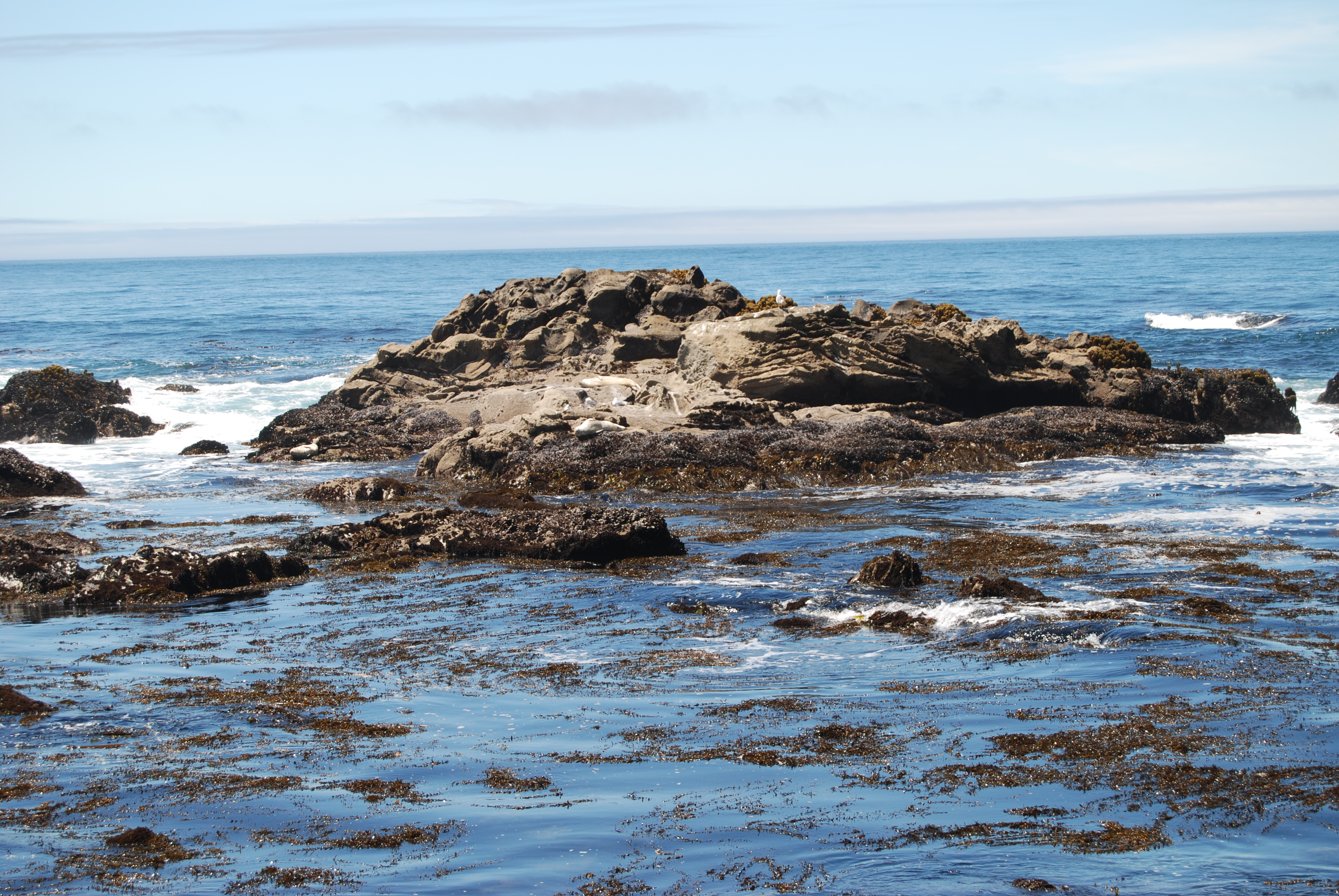
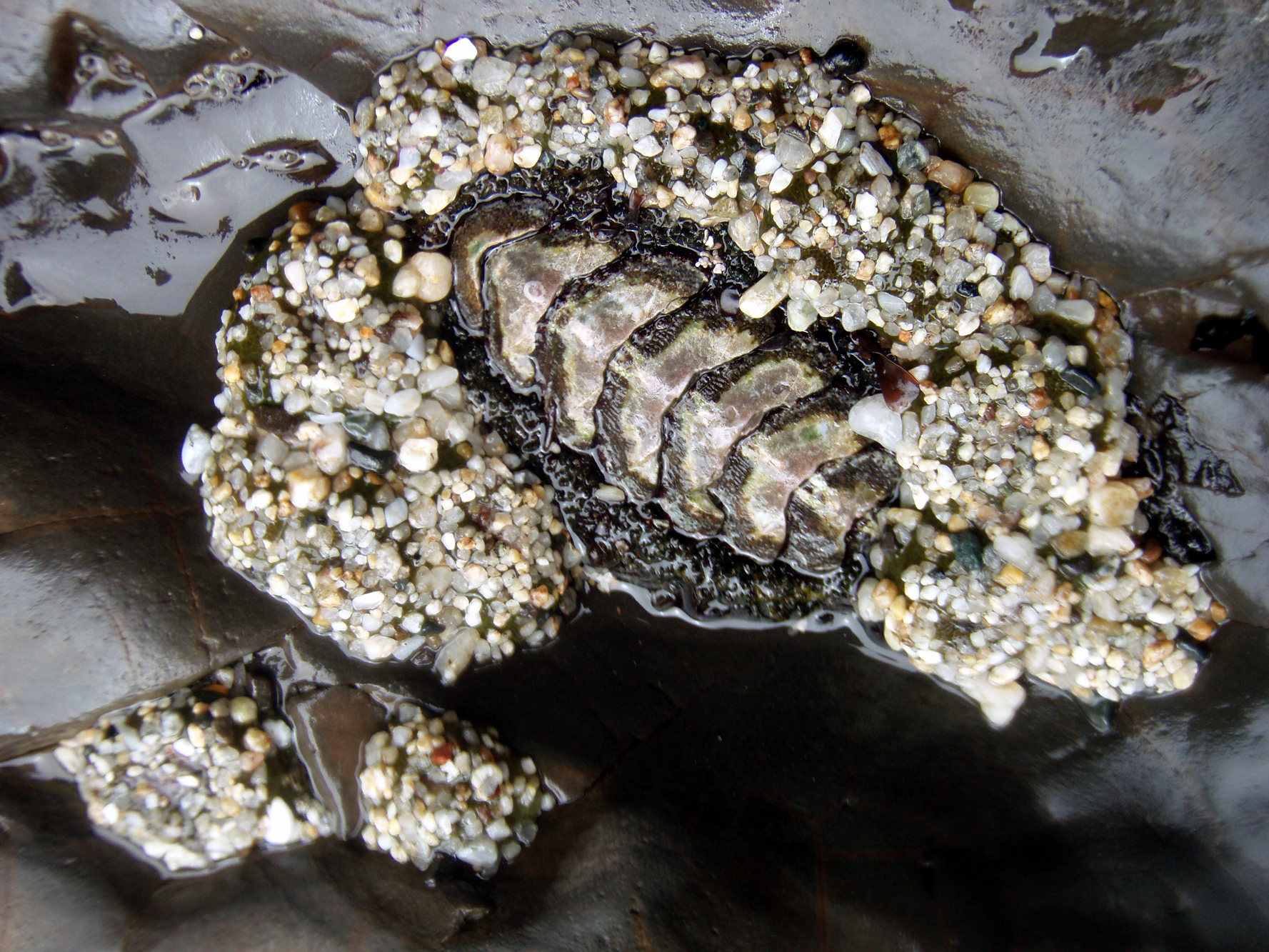
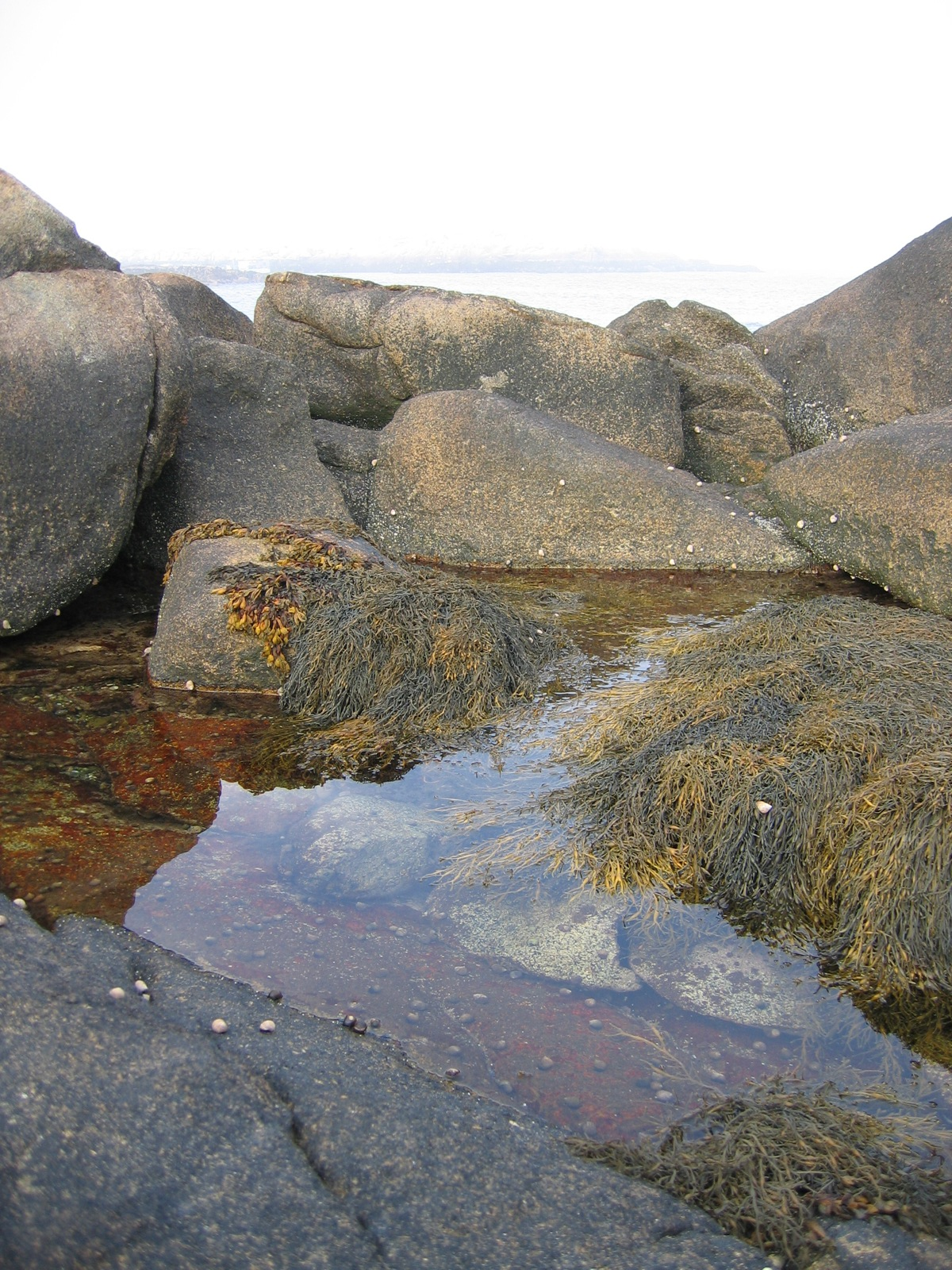